# Carolyn Conwell
Carolyn Conwell (16 de mayo de 1930 – 22 de octubre de 2012) fue un actriz estadounidense.
Conwell estudió bajo la tutela de Herbert Berghof en Nueva York y con Jeff Corey en Los Ángeles. Apareció en numerosas producciones teatrales como Hamlet y Un tranvía llamado deseo. Conwell tuvo tres hijos y residió en Los Ángeles. Uno de sus papeles más conocidos fue el del Mary Williams en la serie The Young and the Restless (1980–2004).

## Filmografía
- Torn Curtain (1966) – Mujer del granjero
- The Big Valley (1967–1968, Serie de TV) – Mrs. Wiggins / Idanell Bowles
- The Boston Strangler (1968) – Irmgard DeSalvo
- Medical Center (1969, Serie de TV) – Doris Webb
- Nanny and the Professor (1970, Serie de TV) – Mrs. Parsons
- Adam at 6 A.M. (1970) – Mavis
- The Magnificent Seven Ride (1972) – Martha
- The Quest (1976, Serie de TV) – Luana
- Lou Grant (1978, Serie de TV) – Mrs. Pratt
- Little House on the Prairie (1979, Serie de TV) – Bess Slade
- General Hospital (1980, Serie de TV)
- Knots Landing (1980, Serie de TV) – Hooker
- Cheech & Chong's Next Movie (1980) – Dama sueca
- The Young and the Restless (1980–2004, Serie de TV) – Mary Williams